# Kelurahan Panjunan (administrativ by i Indonesien, Jawa Barat, lat -6,93, long 107,60)
Kelurahan Panjunan är en administrativ by i Indonesien.   Den ligger i provinsen Jawa Barat, i den västra delen av landet, 110 km sydost om huvudstaden Jakarta.